# Seo Taiji and Boys
Seo Taiji and Boys (hangul:  서태지와 아이들, română: Seo Taiji și Băieții) a fost o trupă sud-coreeană, activă între anii 1992 - 1996. Membrii săi, Seo Taiji, Yang Hyun-suk și Lee Juno au experimentat cu diferite genuri muzicale, adoptate din Statele Unite. Seo Taiji and Boys a avut un mare succes și sunt remarcați pentru influența lor asupra industriei muzicale sud-coreene, deschizând drumul folosirii rap-ului în muzica pop și utilizând critici sociale, în ciuda presiunii generate de comisiile de cenzură. Trupa a câștigat Marele Premiu la Seoul Music Awards de două ori, în 1992 și respectiv, în 1993. În aprilie 1996, Billboard a raportat faptul că fiecare dintre primele trei albume au avut vânzări de peste 1.6 milioane bucăți, al patrulea ajungând la 2 milioane, făcându-le pe toate unele din cele mai vândute albume în Coreea de Sud.

## Discografie
| Anul             | Album                  | Casa de discuri |
| ---------------- | ---------------------- | --------------- |
| 23 martie 1992   | Seo Taiji and Boys I   | Bando Records   |
| 21 iunie 1993    | Seo Taiji and Boys II  | Bando Records   |
| 13 august 1994   | Seo Taiji and Boys III | Bando Records   |
| 5 octombrie 1995 | Seo Taiji and Boys IV  | Bando Records   |